# Damian Boeselager
Damian Boeselager (8 de marzo de 1988, Fráncfort, Alemania) es un político y consultor de negocios alemán. Actualmente ejerce de diputado por Volt en el Parlamento Europeo tras las elecciones de 2019.

## Familia
Hieronymus Johannes Damian Freiherr von Boeselager, (Freiherr von Boeselager = Barón de Boeselager) es hijo de Huberta Thiel (apellido de soltera), y el banquero Georg Freiherr von Boeselager, presidente de Merck & Finck Private Bankers AG, que también perteneció al consejo de supervisión del Banco del Vaticano. Es sobrino carnal de Albrecht Freiherr von Boeselager, Gran Canciller de la Soberana Orden de Malta. Damian Boeselager es descendiente y miembro de la antigua familia nobiliaria de los Barones Boeselager, así como descenciente de otros miembros de la nobleza alemana, como su abuela Rosa María, condesa de Westphalen. Su abuelo Philipp von Boeselager se destacó en la resistencia interna contra el nacionalsocialismo participando directamente desde su posición de oficial del ejército en la colocación de una bomba en el avión de Hitler en marzo de 1943; y formando parte de los conspiradores en el intento de derrocamiento y asesinato de Hitler y la cúpula dirigente nazi de 1944, conocida como Operación Valquiria, sobreviviendo al complot al no ser delatado por sus compañeros. Su abuelo fue también fue cofundador de la organización WWF.

## Biografía
Damian Boeselager es un descendiente de la familia Boeselager, católico y el más joven de cuatro hermanos. Se graduó de la escuela secundaria en el Aloisiuskolleg en Bad Godesberg. De 2008 a 2011, estudió filosofía y economía en la Universidad de Bayreuth y administración pública en la Escuela de Gobierno Hertie de Berlín de 2016 a 2017. Completó un semestre en el extranjero en la Universidad de Columbia (ciudad de Nueva York, Estados Unidos). En 2017 completó un título de Master. 

## Carrera política
En 2017, Boeselager junto con el italiano Andrea Venzon y la francesa Colombe Cahen-Salvador fundaron Volt Europa como un partido "paneuropeo", "pragmático" y "progresista". Damian Boeselager es Vicepresidente de Volt y junto con Marie-Isabelle Heiss fue el cabeza de lista de la candidatura de Volt Europa en Alemania durante la campaña de las elecciones europeas de 2019. Fue elegido diputado por Alemania al alcanzar Volt el 0,7% de votos en este país. Durante la campaña electoral europea, se centró en la misma suspendiendo otros trabajos o actividades remuneradas, gracias al apoyo financiero facilitado por su familia. Como candidato y cabeza de lista se responsabilizó de las relaciones con la prensa, entrevistas radiofónicas o televisivas de su partido y otros actos de comunicación.

### Miembro del Parlamento Europeode 2019 al presente
En el parlamento, Boeselager se ha desempeñado como miembro de la Comisión de Asuntos Constitucionales y como suplente de la Comisión de Presupuestos. Ha sido ponente del parlamento sobre el presupuesto de la Unión Europea para 2022.
También es miembro de:
- Comisión de Industria, Investigación y Energía (en calidad de suplente)
- Comisión de Libertades Civiles, Justicia y Asuntos de Interior (en calidad de suplente)
- Comité Especial de Inteligencia Artificial en la Era Digital (en calidad de suplente)
- Delegación para las Relaciones con los Estados Unidos (en calidad de suplente)
- Delegación para las Relaciones con Canadá